# Guy Ier de Laval-Loué
Pour les articles homonymes, voir Guy de Laval et Guy Ier.
Guy Ier de Laval-Loué, seigneur de Loué, Brée, Hermet et Fougerolles.

## Famille
Il est fils puîné d'André de Laval et d'Eustach(i)e de Bauçay (Baussay à Mouterre-Silly et la Mothe-Bauçay ; dame de Benais), et le frère de Jean de Laval-Châtillon (-en-Vendelais). Il épouse Jeanne de Pommerieux, dame de Pommerieux et de Saint-Aubin-en-Craonnais (remariée, veuve, à Jean de Couesmes : grands-parents de Brisgault de Couesmes). Il reçoit en partage les seigneuries de Loué et de Benays, auxquelles il joint celle de Brée (après la mort de Mathieu et François de Laval, ses frère et neveu ? ; mais ces deux personnages semblent légendaires : cf. les seigneurs de Brée).
Il est le père de :
- Jean de Laval-Loué († vers 1400, sans postérité) ;
- Thibault Ier de Laval-Loué : Postérité ;
- Guy de Laval-Loué († v. 1430 sans postérité), chevalier, seigneur de Pommerieux[2], très connu sous le nom de Guy de Montjean (par sa 1° femme Marguerite Machefer, dame de la Macheferrière, Montjean et Chémeré-le-Roi, fille de Geoffroy Machefer et veuve de Jean de Landivy[3]). Il acquiert en 1407 Segré sur les Vendôme-Montoire, seigneurs de Segré, une branche cadette issue de Bouchard VI.

## Histoire

### Grandes compagnies
Après avoir placé sur le trône Henri de Trastamare, les grandes compagnies rentrent en France. Une des compagnies pille Vire en 1368, puis conduite par Jehan Cercle et Folcquin Lallemant s'empare de Château-Gontier. En été 1369, la même troupe part assiéger La Roche-sur-Yon. Charles V de France demande au sire de Craon de s'y opposer. Ce dernier réunit une troupe nombreuse autour de Baugé, composée de nombreux seigneurs de Laval et des environs dont Guy de Laval-Loué.

### Biographie
Il fut commis, avec son frère Jean de Laval, seigneur de Châtillon, par Charles V, en 1370, à la garde des châteaux de Bauçay ou Baussay et de Balon. Il mourut en 1388. Il commença la branche connue sous le nom de Laval-Loué. 
Guy de Laval brisait les armes de sa branche d'un franc canton de gueules, à la croix d'or, qui est de Bauçay ; alors que son frère aîné Jean, seigneur de Châtillon, portait pour brisure l'écusson de Beaumont-le-Vicomte (leur grand-mère paternelle était Jeanne de Brienne de Beaumont) : D'azur, semé de fleurs de lys d'or ; au lion du même brochant ; les armes des Pommerieux sont : D'argent, à dix annelets de gueules. Ces armes furent reprises par Jean et Thibault de Laval, seigneurs de Loué.

## Source partielle
- L'art de vérifier les dates